# Hermann Pfanz
Hermann Pfanz, auch Hermann Pfanz-Sponagl (* 3. Dezember 1873 in Aglasterhausen, Deutsches Reich; † 1. Januar 1938 in München, Deutsches Reich), war ein deutscher Bühnenschauspieler und Theaterregisseur sowie ein Stummfilmschauspieler zur Zeit der Weimarer Republik.

## Leben und Wirken

### Am Theater
Der im Badischen geborene Pfanz erhielt seine künstlerische Ausbildung bei Ernst Schrumpf in Stuttgart. Sein erstes Engagement führte ihn noch im 19. Jahrhundert nach Konstanz, anschließend wirkte er bis in die ersten Jahre des 20. Jahrhunderts hinein am Deutschen Theater Hannover und am Volkstheater in München unter der Leitung seines alten Lehrers Schrumpf. In diesen frühen Jahren waren unter anderem der Wurm in Kabale und Liebe, der Mephisto in Goethes Faust, der Shylock in Der Kaufmann von Venedig und der Nickelmann in Die versunkene Glocke seine wichtigsten Rollen. Nebenbei war Pfanz schon zu Beginn des neuen Jahrhundert als Schauspiellehrer aktiv.
Es folgten Bühnenstationen in Königsberg, Breslau, Köln und Berlin, wo er eine Verpflichtung an das Volkstheater erhielt. Weitere hauptstädtische Verpflichtungen brachten ihn an das Lessingtheater, das Berliner Theater (unter der Leitung von Rudolf Bernauer und Carl Meinhard) sowie ans Deutsche Theater und zuletzt (Ende der 1920er Jahre) ans Neue Theater am Zoo. Seit Beginn der 1930er Jahre wurde die Bayerische Landesbühne seine letzte künstlerische Heimstatt. Hier ließ man Pfanz auch Regie führen. Zeitgleich trat er unter dem Landesbühne-Intendanten Otto Kustermann auch im Rahmen der Festspiele auf der Luisenburg in Wunsiedel auf. Seit 1935 krankheitsbedingt ohne Engagement, starb Hermann Pfanz am Neujahrstag 1938 infolge eines schweren Herzleidens.

### Beim Film
Unmittelbar nach Ende des Ersten Weltkriegs stand Hermann Pfanz erstmals vor der Kamera. In nur zehn Jahren, von 1919 bis zum Ende der Stummfilmära 1929, trat der Schauspieler mit Nebenrollen, oftmals als Respektsperson oder als Honoratior, in einer Fülle von Kinoproduktionen auf. Pfanz war ein Schullehrer in Der Dorfkaplan, an der Seite von Pola Negri ein Schlossverwalter in dem Drama Das Martyrium, ein Versicherungsdirektor in Das schwarze Boot, ein Ritter in Die Trutze von Trutzberg, als Partner von Ernst Reicher ein Polizeikommissar in dem Stuart-Webbs-Krimi Das Geheimnis einer Stunde, ein Pfarrer in Die kleine Inge und ihre drei Väter sowie ein Oberst in einer Andreas-Hofer-Verfilmung aus dem Jahre 1929, zugleich seine letzte Filmrolle. In Tonfilmen trat Pfanz nicht mehr auf.

## Filmografie
- 1919: Der Dorfkaplan
- 1920: Das Rätsel im Menschen
- 1920: Das Martyrium
- 1920: Das schwarze Boot
- 1921: Der Mann im Salz
- 1921: Der Verfluchte
- 1922: Die Trutze von Trutzberg
- 1922: Um Liebe und Thron
- 1922: Die große Lüge
- 1923: Opfer und Liebe
- 1923: Die suchende Seele
- 1924: Die Perlen des Dr. Talmadge
- 1925: Das Geheimnis auf Schloss Elmshöh
- 1925: Das Geheimnis einer Stunde
- 1925: Die suchende Seele
- 1925: Die Tragödie zweier Menschen
- 1926: Der siebente Junge
- 1926: Heimliche Sünder
- 1926: Die kleine Inge und ihre drei Väter
- 1927: Valencia
- 1929: Andreas Hofer